# Nouveau-Bordeaux
Cet article possède un paronyme, voir Bordeaux.
Le Nouveau-Bordeaux est un secteur du Nord de Montréal, situé dans l'arrondissement Ahuntsic-Cartierville. Bordeaux était le lieu d'origine du Comte Daeylar, riche personnage français, propriétaire de la ferme Jubinville, dans la paroisse de Saint-Joseph-de-Bordeaux de Montréal.

## Historique

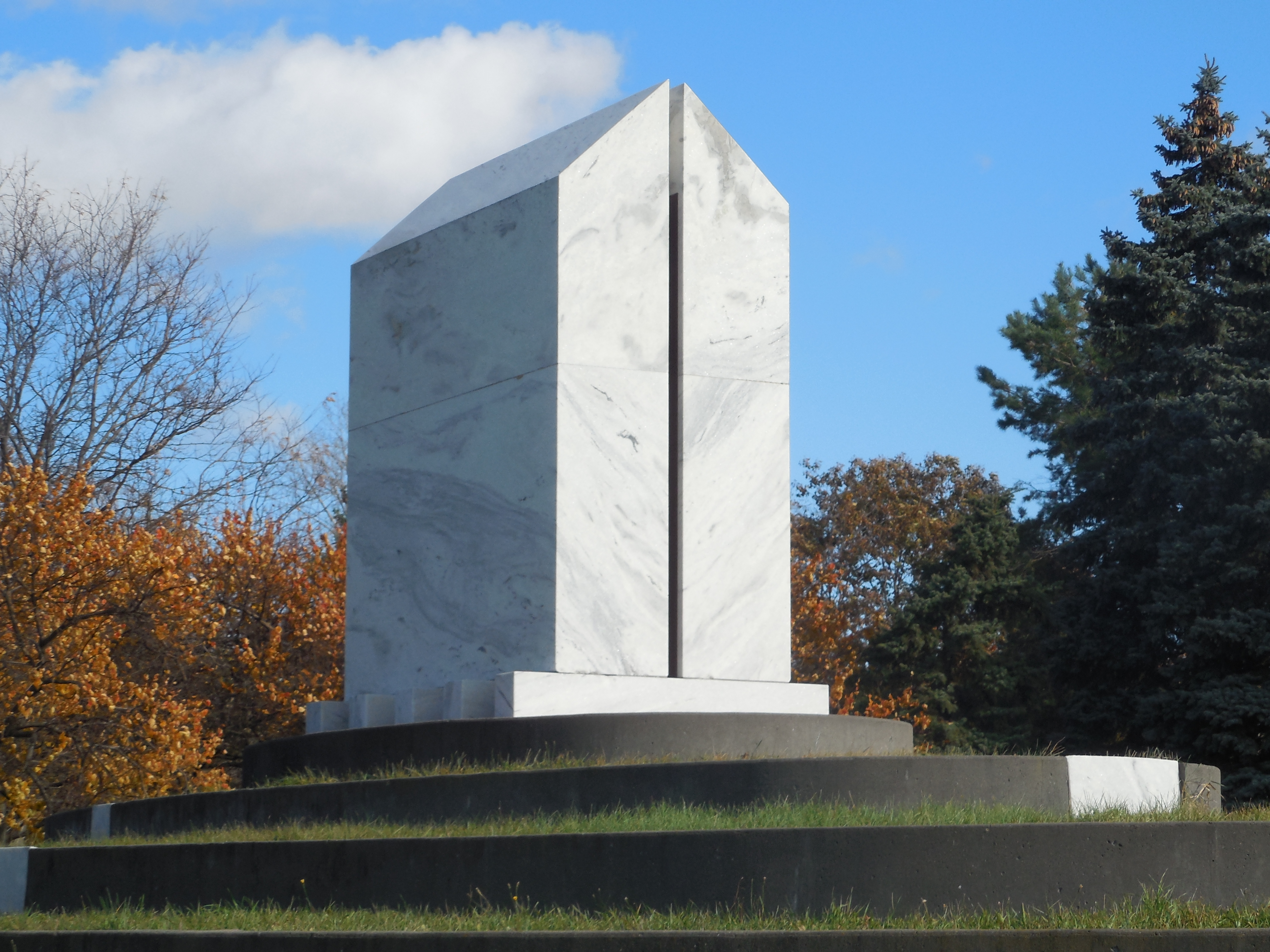
Mémorial aux Arméniens, au parc Marcelin-Wilson.

Le Nouveau-Bordeaux tient son nom de l'ancien village de Saint-Joseph de Bordeaux créé le 21 mars 1898. En 1906, le village de Saint-Joseph de Bordeaux change de nom pour devenir le village de Bordeaux. L'année suivante, soit le 14 mars 1907, le village change son statut en celui de ville. Le 4 juin 1910, la ville de Bordeaux est annexée à celle de Montréal. En 1912, c'est l'inauguration de la prison de Bordeaux.

## Localisation
L'ancienne municipalité de la ville de Bordeaux est limitée au nord par la rivière des Prairies, au nord-est par le quartier Ahuntsic, au sud-est par la ville de Saint-Laurent et au sud-ouest par le quartier de Cartierville. Les vieilles rues de l'ancien village de Bordeaux se sont étendues dès la fin des années 1950 pour former un nouveau secteur résidentiel, le Nouveau-Bordeaux, banlieue sur l'île de Montréal, avec ses bungalows et ses triplex. Le secteur correspond aujourd’hui à une partie de Cartierville (notamment desservie par le code postal H3M) ainsi qu’à une portion d’Ahuntsic (dans le secteur du code H4N, également partagé avec Saint-Laurent), illustrant le chevauchement des limites postales et administratives dans cette zone.

## Personnalités
Le secteur est le lieu d'origine de Maurice Richard. L'auteur Claude Jasmin y a résidé durant plus d'une vingtaine d'années et y a rédigé la plupart de ses œuvres.